# Jesuitenkirche St. Marien (Nysa)

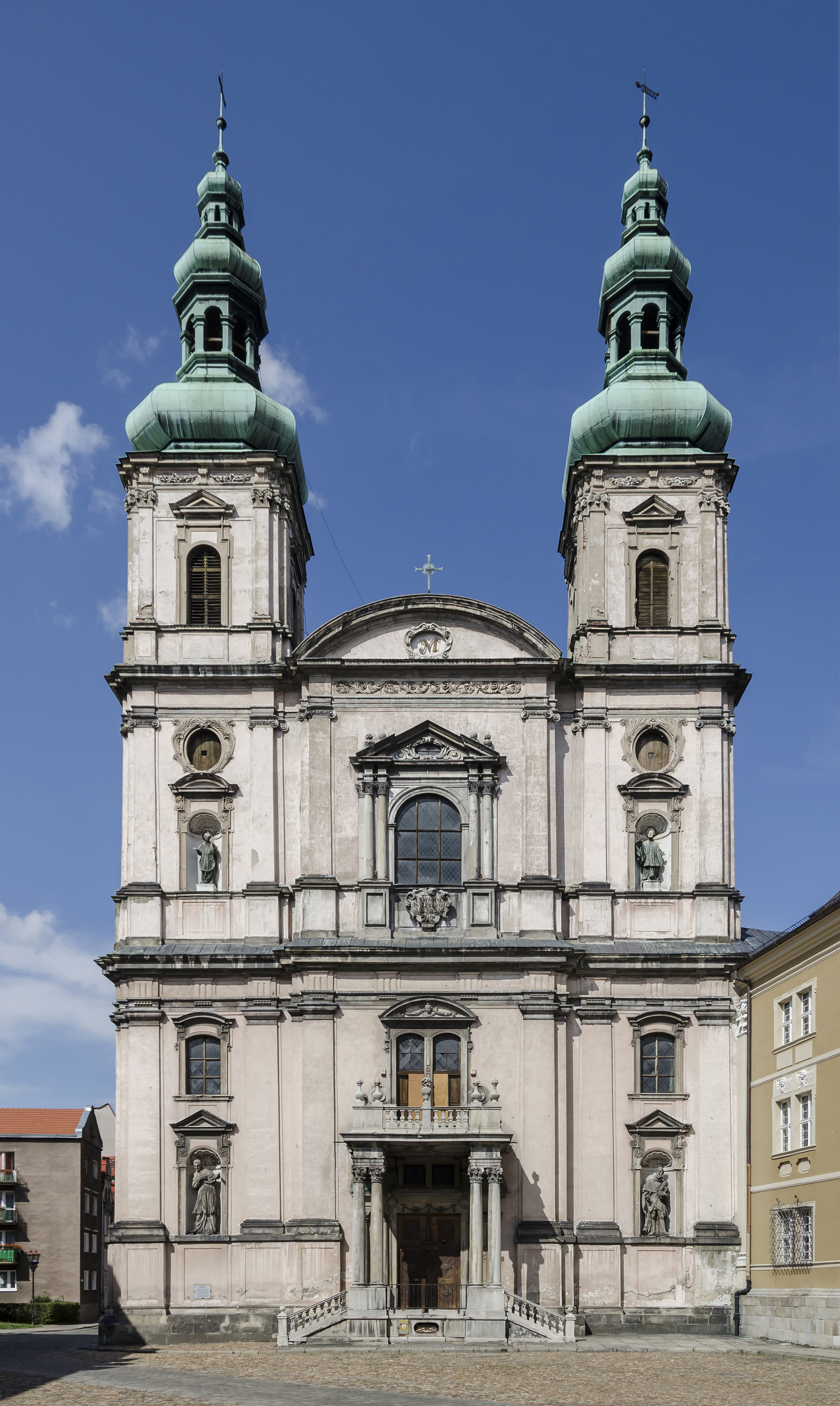
Jesuitenkirche St. Mariä Himmelfahrt

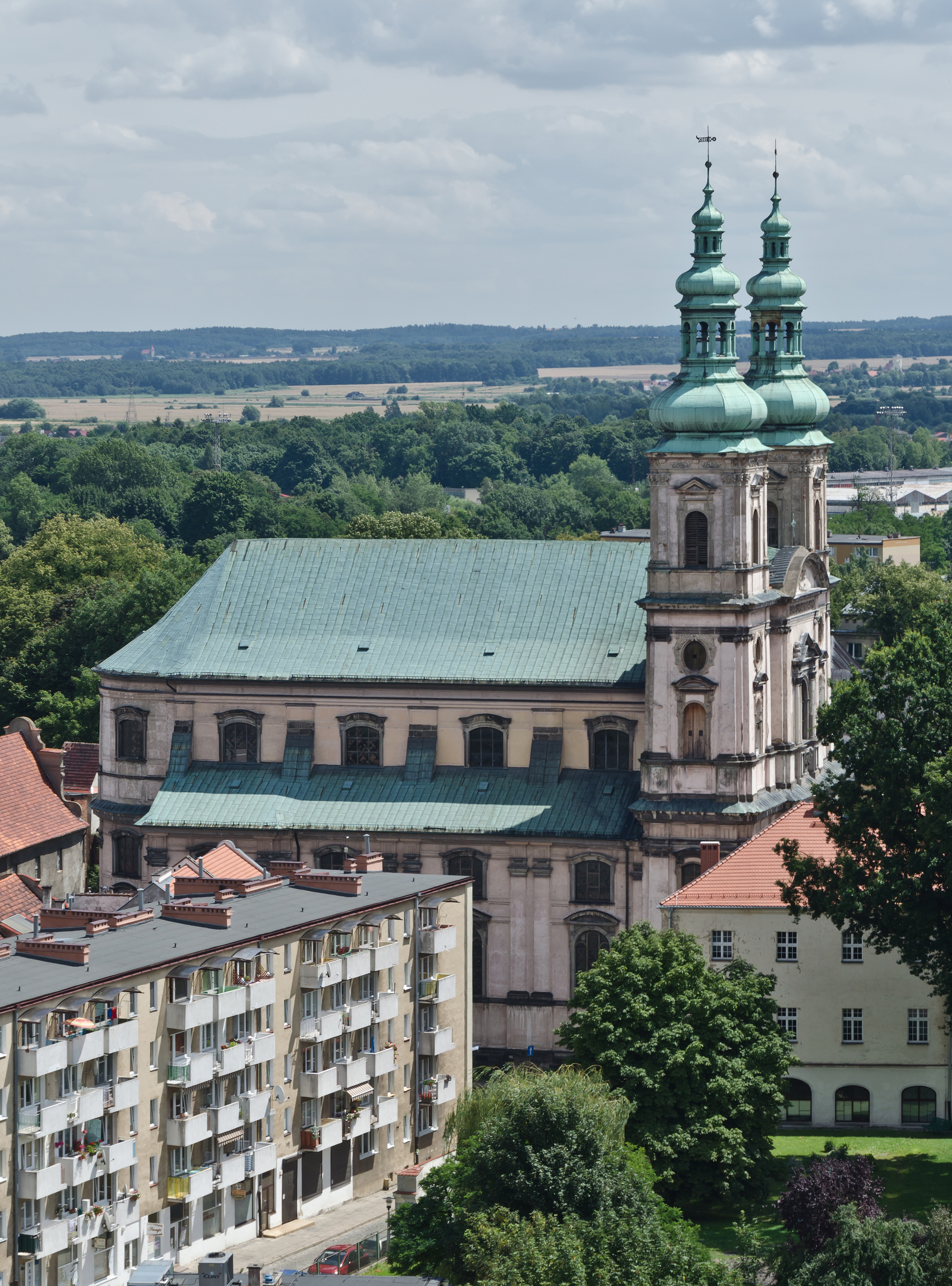
Ansicht der Kirche von Westen

Die Jesuitenkirche St. Marien in Neisse (polnisch Nysa) mit dem Patrozinium Mariä Himmelfahrt (Kościół Wniebowzięcia Najświętszej Marii Panny) befindet sich am Neisser Salzring (Rynek Solny) neben dem Carolinum-Kollegium.

## Geschichte
Der Jesuitenorden wurde 1622 in Neisse ansässig. Karl von Österreich, Bischof von Breslau und Hochmeister des Deutschen Ordens, gründete am 9. Februar 1623 die Jesuitenschule Carolinum, die am 23. April 1624 eröffnet wurde. Die vom Bischof ebenfalls beabsichtigte Bildung einer jesuitischen Universität wurde jedoch nicht realisiert.
Der Bischof von Breslau Karl Ferdinand Wasa stiftete die Errichtung der Kirche nach dem Entwurf des Mailänder Architekten Andrea Quadro. Die Bauarbeiten wurden zuerst vom Baumeister Matthias Kirchberger, dann vom bischöflichen Hofarchitekten Michael Klein geführt. Die Grundsteinlegung erfolgte am 27. Mai 1688, die Kirchweihe durch den Breslauer Fürstbischof Franz Ludwig von Pfalz-Neuburg am 1. Juni 1692.
Während der Belagerung der Stadt Neisse durch die Grande Armée 1807 fiel die Kirche den Flammen zum Opfer. Der Außenbau wurde später weitgehend originalgetreu wiederhergestellt.
Alljährlich am 4. November, dem Namenstag des Gründers der Neisser Jesuitenniederlassung Karl von Österreich, wird während der Messe eine goldene Kapsel mit dem Herzen des in Madrid verstorbenen Stifters ausgestellt. Die Kapsel wird in der Schatzkammer St. Jakobus im Glockenturm der Basilika St. Jakob und St. Agnes aufbewahrt.
Die Marienkirche ist eine der drei Filialkirchen der Pfarrei St. Jakob.
Die Kirche wurde am 28. September 1955 unter 174/55 in das Verzeichnis der Baudenkmäler der Woiwodschaft Oppeln eingetragen.

## Architektur
Die dreischiffige Kirche des Basilika-Typs mit zwei Türmen in der Westfassade und mit einschiffiger halbrunder Apsis, ohne Kuppel, mit nur angedeutetem Querschiff, trägt ein Satteldach über dem Mittelschiff und Pultdächer über den Seitenschiffen.
Die dreiachsige Westfassade ist mit Pilastern gegliedert. Die dreigeschossigen Türme sind mit barocken Helmen ausgestattet, in den von Muscheln gekrönten Nischen stehen Skulpturen. Eine Besonderheit stellt die Eingangspartie dar: zwei seitlich angeordnete Treppen führen zum Podest, darüber befindet sich ein Balkon, von zwei korinthischen Säulenpaaren getragen, die Brüstung mit Balustern und zwei Pinakelpaaren geschmückt.
In den Seitenschiffen befinden sich Kapellen, mit dem Hauptschiff durch bogenförmige Arkaden und Emporen verbunden. Zwischen den Türmen befindet sich die Chorempore mit der Orgel. Neben der südlichen Kapelle liegt die zweigeschossige Sakristei mit einem Treppenhaus.
Das Mittelschiff ist mit einem Tonnengewölbe, die Seitenschiffe mit Kreuzgewölben gedeckt. Die Gewölbe tragen Stuckverzierungen, die Deckengemälde werden dem Hofmaler des Breslauer Bischofs, Karl Dankwart, zugeschrieben.
Der Hochaltar aus dem Jahr 1691 ist wegen des Brandes von 1807 nur in Fragmenten erhalten. Die fehlenden Teile wurden 1860 von Bernhard Afinger ergänzt. Der silberne Tabernakel ist ein Werk des Neisser Juweliers Johann Franz Hartmann.

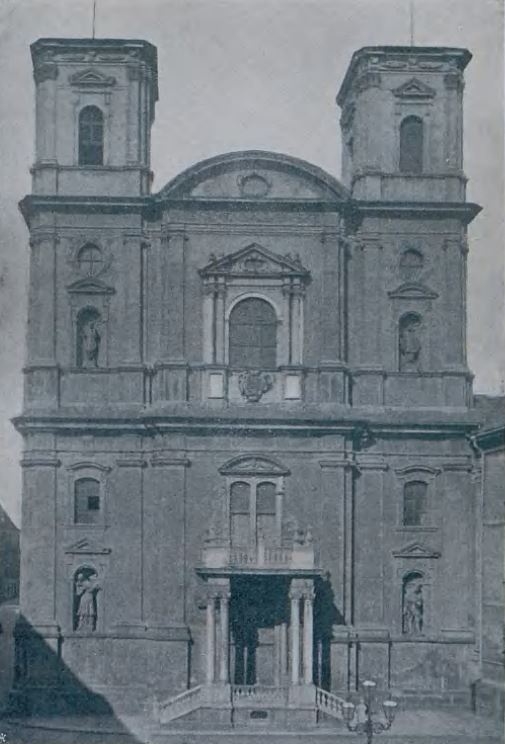
Jesuitenkirche ohne Zwiebeltürme (1899)
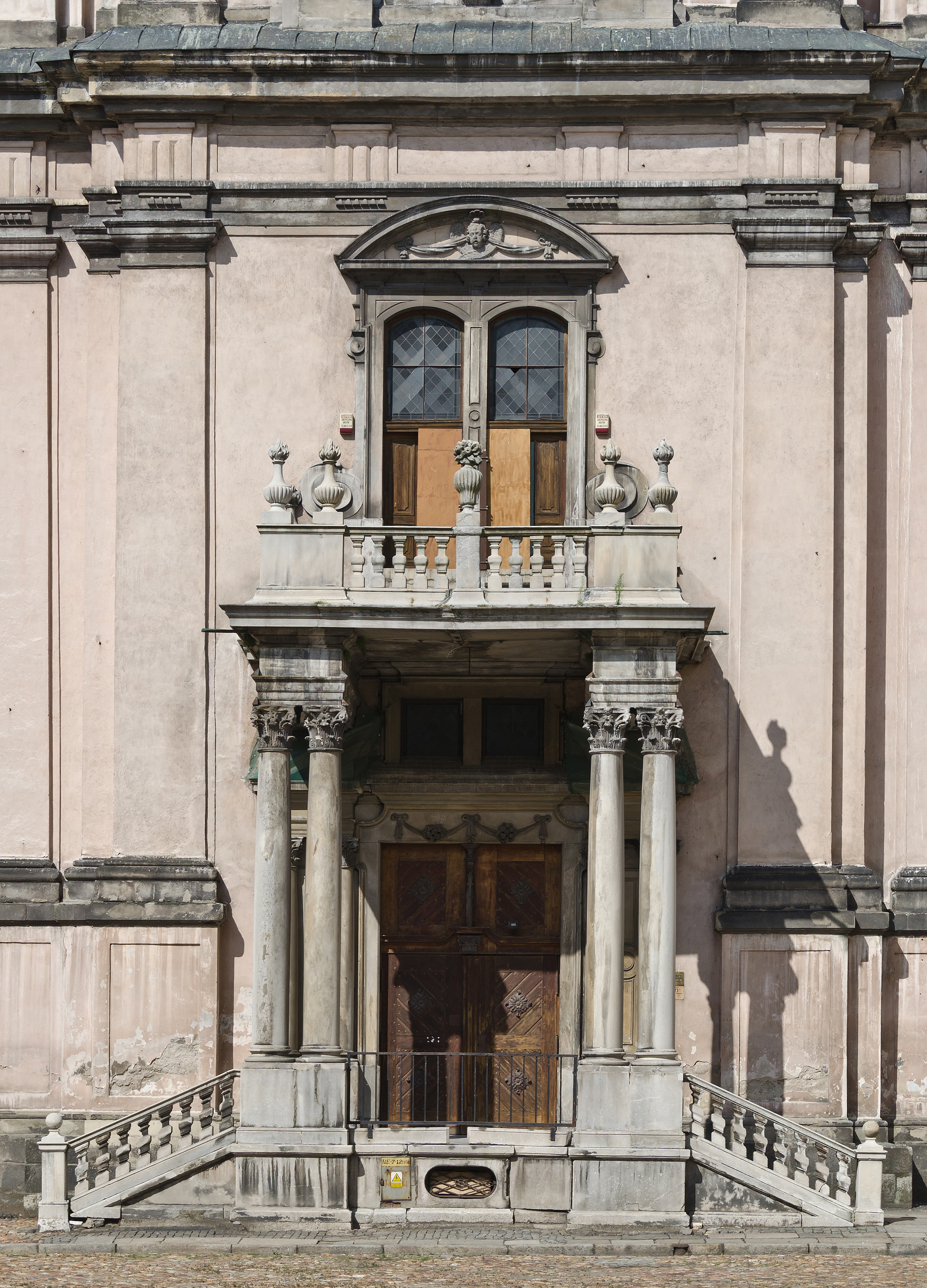
Eingangsportal
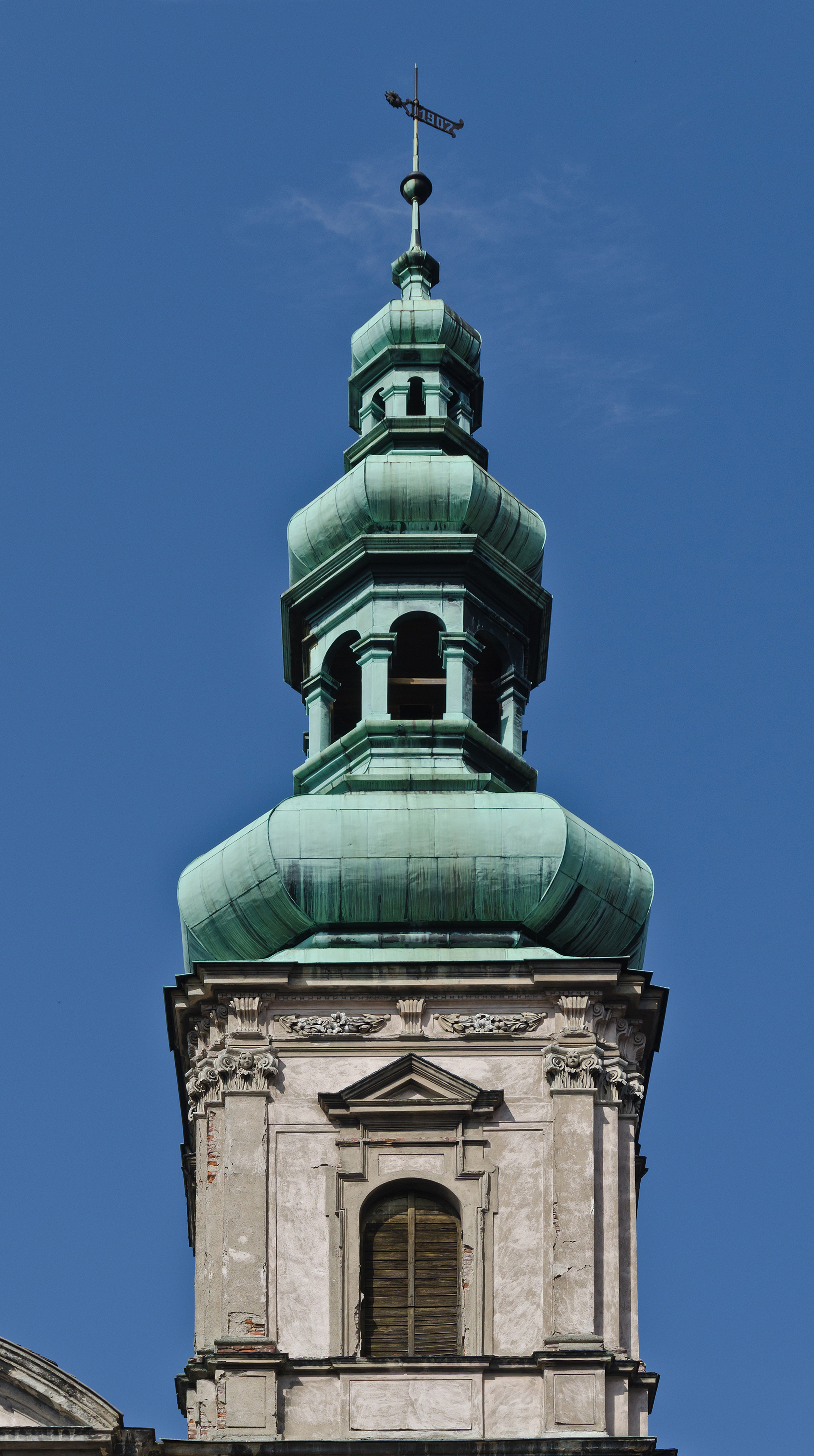
Detailansicht eines Turmhelms
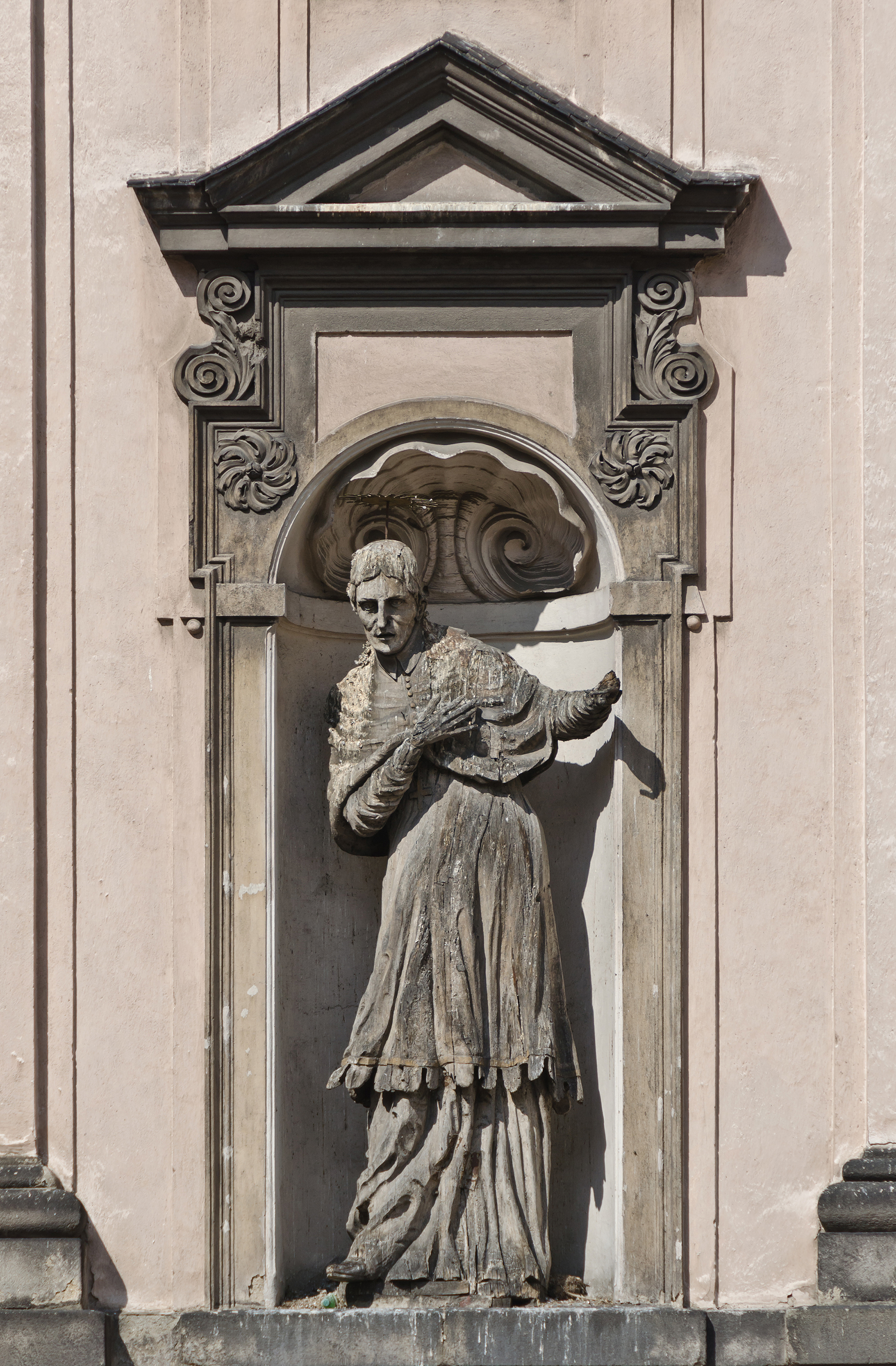
Skulptur an der Hauptfassade
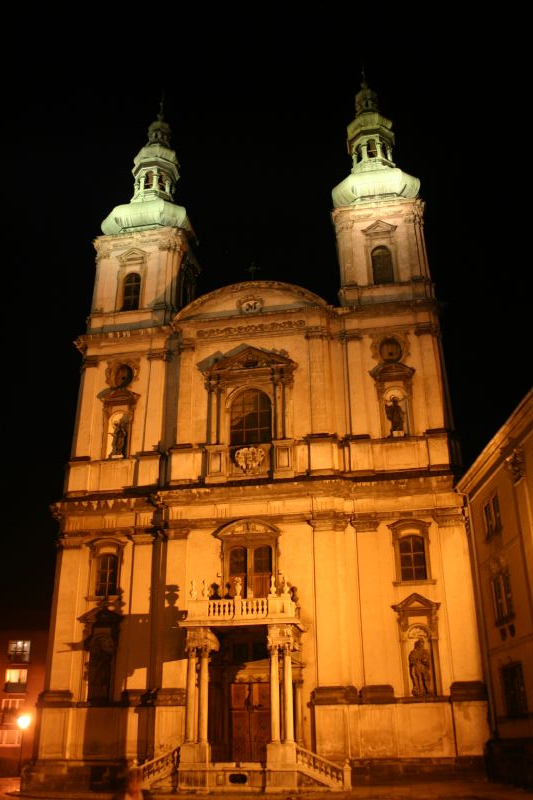
Kirche bei Nacht